# The Korea Society
The Korea Society se fundó en 1957. El grupo es una organización privada, sin ánimo de lucro y apolítica formada bajo 501(c)(3). Está formada tanto por miembros corporativos como independientes con el objetivo esencial de garantizar la comprensión, cooperación y concienciación entre Estados Unidos y Corea. El programa recibe financiamiento de donaciones, contribuciones y subvenciones. The Korea Society tiene su sede en Nueva York, donde trabaja para forjar alianzas y difundir proyectos que favorezcan las relaciones entre Estados Unidos y Corea.
The Korea Society está asociada con el trabajo del General James Van Fleet, un comandante de las fuerzas de Estados Unidos involucrado en la fase final de la guerra de Corea. La organización adoptó su nombre actual tras una fusión de varios grupos en 1993.

## Historia
En 1953, van Fleet abandonó Corea tras liderar las fuerzas surcoreanas, estadounidenses y de Naciones Unidas como comandante en la octava división del ejército de Estados Unidos. El general hizo incursiones con sus contrapartes coreanas y los lazos creados durante la guerra formaron un fuerte deseo de cimentar más su alianza. Tras su partida, Van Fleet mencionó «Volveré. Me han hecho parte de ustedes. Se que son una parte de mí. No pediré que me devuelvan mi corazón. Lo dejo con ustedes.»
The Korea Society estableció su primer centro de operaciones en la Avenida 420 Lexington con una visión de una agenda no sectaria, apolítica y sin ánimo de lucro dirigida a fortalecer la alianza existente entre Estados Unidos y la República de Corea. La organización recibió su primera ayuda y reconocimiento de parte del Presidente Eisenhower a través de un apoyo gubernamental. Desde su creación en la década de 1950, ha seguido progresivamente alineaciones en pos de las relaciones bilaterales entre Estados Unidos y Corea. La visión de Van Fleet se mantiene mediante programas dirigidos a reconocer y galardonar a estadounidenses y coreanos involucrados en programas y logros excepcionales. A lo largo de los años, se ha otorgado premios a personalidades como Ban Ki-moon, Jimmy Carter, Chey Tae-won, Park Yong-man, Colin Powell, Chung Mong Koo, Lee Kun-hee, George W. Bush y Kim Dae-Jung.